# 刘金美
刘金美（？—），女，中华人民共和国政治人物，曾任中共福建省委组织部部长，福建省人民政府副省长，福建省政协副主席。